# Lesnianská planina
Lesnianská planina je geomorfologickou částí Podbeskydské vrchoviny. Zabírá její západní část v námestovském okrese.

## Polohopis
Území se nachází v západní části Podbeskydské vrchoviny, v údolí řek Bílá Orava a Klinianka. Západní okraj vymezuje horský hřeben na pomezí Oravy a Kysuc, východní okraj ohraničuje říčka Mútňanka. Východním směrem pokračuje Podbeskydská vrchovina, jižně sousedí Oravská Magura s podcelkem Paráč a jihozápadně navazuje Kysucká vrchovina s podcelkem Vojenné. Severní hranici vymezují pohraniční Oravské Beskydy s podcelkem Ošust.
Hlavním vodním tokem území je Bílá Orava, která vede většinou jižním okrajem Lesnianské planiny východním směrem. Přibírá zde množství horských bystřin, mezi nimi Juríkov potok, Zásihlianku, Klinianku a Mútňanku.

## Doprava
Údolím Bílé Oravy vede důležitá spojnice Oravy a Kysuc, silnice II/520. Prochází z Tvrdošína přes Lokcu, Zákamenné a Oravskou Lesnou do Nové Bystrice a Krásna nad Kysucou. Z Lokcy v minulosti vedla přes Zákamenné a Oravskou Lesnou úzkorozchodná Oravská lesní železnice. Propojením s Kysuckou lesní železnicí přes sedlo Demänová vznikla v roce 1926 kysucko-oravská lesní železnice, která výrazně zjednodušila dopravu z Oravy na Moravu.

## Turismus
Tato část Horní Oravy patří mezi atraktivní části regionu a Podbeskydské vrchoviny. Nejzajímavější je okolí Oravské Lesné, kde se rozvíjí letní i zimní turistika a existuje síť ubytováni s komplexem služeb. Cykloturisté i horští cyklisté využívají propojení na Kysuce i Polsko a množství cest, lyžaři zase vhodné podmínky v lyžařském středisku. Velkou atrakcí je zachovaný úsek úzkorozchodné železnice, jezdící do skanzenu ve Vychylovce.
Velkou část území (kromě východní části v okolí Zákamenného) pokrývá Chráněná krajinná oblast Horní Orava, na západním okraji navazuje Chráněná krajinná oblast Kysuce. Zvláště chráněné lokality se zde nevyskytují.

### Turistické trasy
- po  červené značce z lokality Ustrig přes sedlo Demänová do Vychylovky
- po  zelené značce ze sedla Demänová hřebenem na jih do sedla pod Okrúhlicou, resp. severně na hraniční Talapkov Beskyd
- po  žluté značce:
  - z Oravské Lesné - Bučiny na rozcestí Flajšová
  - z rozc. Kohútik na hraniční Podúšust[2]